# Ictinos
Ictinos, Ictinus ou Iktinos (grec ancien : Ικτίνος) est un architecte du Ve siècle av. J.-C. qui a conçu avec Callicratès et Phidias le Parthénon (447-432 av. J.-C.) à Athènes (Grèce).
On ne connaît que très peu de choses sur la vie d'Ictinos, la plupart des informations de son époque se basent sur les écrits de Plutarque.
Une de ses constructions qui a le mieux résisté et que l'on peut admirer encore presque intacte est le temple d'Héphaïstos dans le centre d'Athènes. Sans doute ce temple a-t-il été mieux préservé que d'autres parce qu'il a servi comme église chrétienne. C'est un temple dorique.
D'après Pausanias, Ictinos est aussi l'auteur du temple d'Apollon Epicourios de Bassae. Ce temple est actuellement connu comme le premier à avoir utilisé des colonnes d'ordre corinthien. Il aurait aussi réalisé le lieu saint du Télestérion d'Éleusis.

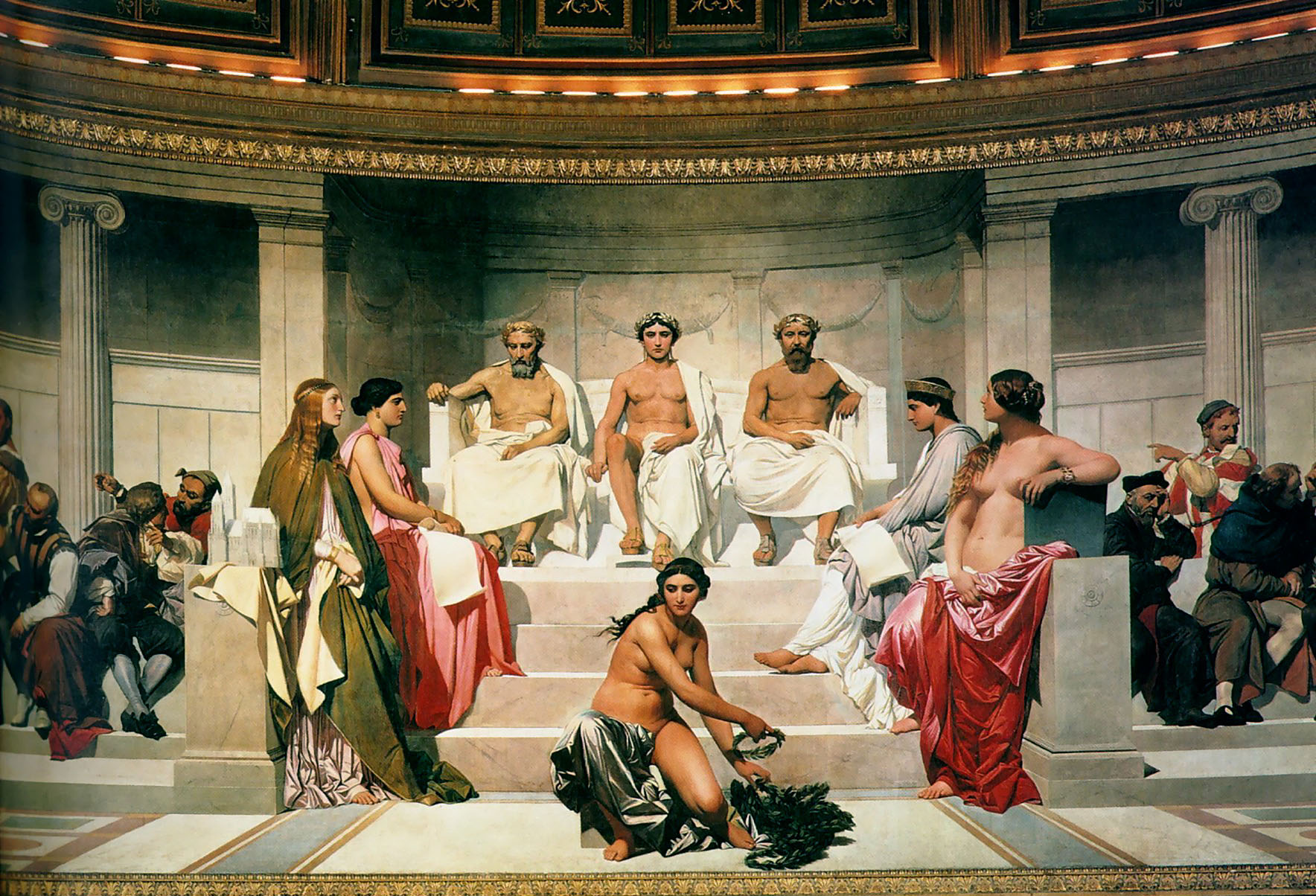
Ictinos, assis à gauche (fresque de l'hémicycle de l'école des Beaux-arts, par Paul Delaroche).

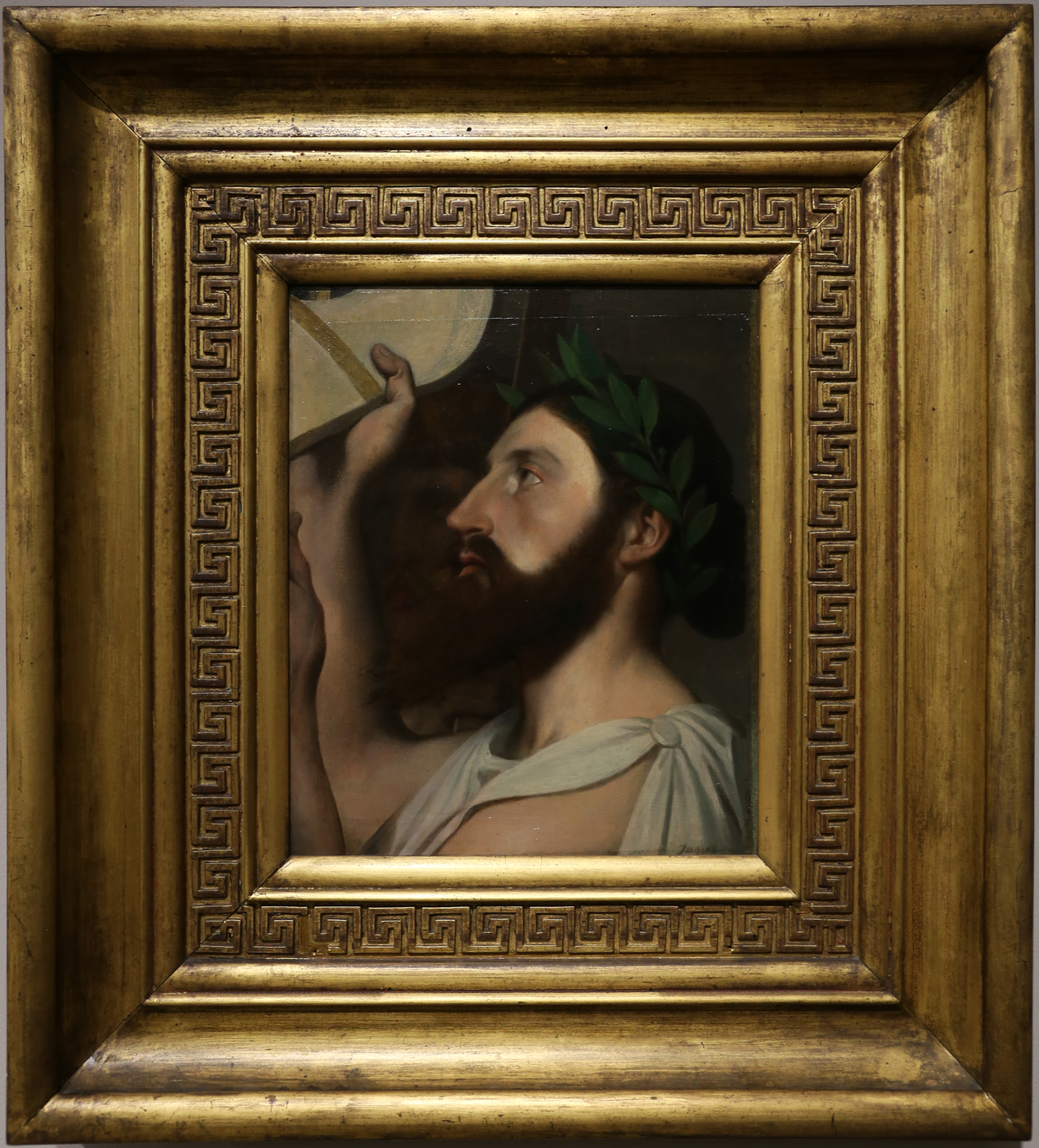
Pindare et Ictinus, 1830-1867
Londres, National Gallery

Le peintre Jean Auguste Dominique Ingres réalisa une scène représentant Ictinos en compagnie du poète lyrique Pindare, conservée à la National Gallery de Londres.
Paul Delaroche a peint une fresque intitulée La Renommée distribuant des couronnes pour l’hémicycle du Palais des Études en 1841. Au centre de cette fresque, on trouve Ictinos, Apelle et Phidias.